# TT176
La tombe thébaine TT 176 est située à El-Khokha, dans la nécropole thébaine, sur la rive ouest du Nil, face à Louxor en Égypte.
C'est la sépulture d'Amenouserhat ([Jmn]-wsr-hȝ.t) de la XVIIIe dynastie durant les règnes de Amenhotep II à Thoutmôsis IV.